# Association Sportive Troyenne et Savinienne
L'Association Sportive Troyenne et Savinienne, nota anche come AS Troyes-Savinienne, era una società calcistica francese con sede nella città di Troyes. Venne fondata nel 1931 a seguito della fusione tra l'Union Sportive Troyenne (club di Troyes fondato nel 1900) e l'AS Savinienne (club di Sainte-Savine fondato nel 1922). Ottenne lo status professionistico nel 1935.
Il club venne promosso per la prima volta in Division 1 nella stagione 1954-1955 sotto la guida di Roger Courtois, annoverando calciatori come Abdelaziz Ben Tifour, Marcel Artélésa e Pierre Flamion. Nel 1956, nonostante la retrocessione in Division 2, arrivò a giocarsi la finale di Coppa di Francia, poi persa contro il Sedan-Torcy per 3-1; contemporaneamente, la formazione giovanile vinse, invece, la Coppa Gambardella (che non riuscì a bissare l'anno seguente). Risalito nuovamente in Division 1 nel 1960, vi rimase solo per un anno, retrocedendo ancora in Division 2 nel 1961. Da allora il club ebbe varie vicissitudini finanziarie, che lo portarono dapprima a fuoriuscire dal professionismo nel 1963, ed infine a sciogliersi definitivamente nel 1967.
Dopo la sua dissoluzione, nel 1970 venne fondato il Troyes Aube Football, che ne proseguì idealmente l'attività fino al 1979 e che a sua volta venne rimpiazzato nel 1986 dall'Espérance Sportive Troyes Aube Champagne.

## Palmarès

### Competizioni giovanili
- Coppa Gambardella: 1

1956

### Altri piazzamenti
- Coppa di Francia:

Finalista: 1955-1956
Semifinalista: 1949-1950
- Coppa Gambardella:

Finalista: 1957